# Partecipanti alla Nokere Koerse 2024
Elenco dei partecipanti alla Nokere Koerse 2024.
La Nokere Koerse 2024 è stata la settantottesima edizione della corsa. Alla competizione presero parte venti squadre: dieci con licenza UCI World Tour 2024, nove UCI ProTeam e una UCI Continental Team.
Accreditati alla partenza 139 ciclisti.

## Corridori per squadra
Nota: R ritirato, NP non partito, FT fuori tempo, SQ squalificato
| Soudal Quick-Step      | Soudal Quick-Step      | Soudal Quick-Step      | Alpecin-Deceuninck | Alpecin-Deceuninck       | Alpecin-Deceuninck | Intermarché-Wanty         | Intermarché-Wanty         | Intermarché-Wanty         |
| ---------------------- | ---------------------- | ---------------------- | ------------------ | ------------------------ | ------------------ | ------------------------- | ------------------------- | ------------------------- |
| N°                     | Ciclista               | Clas.                  | N°                 | Ciclista                 | Clas.              | N°                        | Ciclista                  | Clas.                     |
| 1                      | Tim Merlier            | 1°                     | 11                 | Jasper Philipsen         | 3°                 | 21                        | Gerben Thijssen           | 88°                       |
| 2                      | Antoine Huby           | 76°                    | 12                 | Lars Boven               | 114°               | 22                        | Victor Hannes             | 61°                       |
| 3                      | Luke Lamperti          | 26°                    | 13                 | Siebe Roesems            | 105°               | 23                        | Madis Mihkels             | 85°                       |
| 4                      | Ayco Bastiaens         | 4°                     | 14                 | Timo Kielich             | 49°                | 24                        | Baptiste Planckaert       | 48°                       |
| 5                      | Pepijn Reinderink      | 27°                    | 15                 | Senne Leysen             | 99°                | 25                        | Dries De Pooter           | 86°                       |
| 6                      | Bert Van Lerberghe     | 28°                    | 16                 | Oscar Riesebeek          | 78°                | 26                        | Boy van Poppel            | 118°                      |
| 7                      | Lars Vanden Heede      | 42°                    | 17                 | Jonas Rickaert           | 100°               | 27                        | Roel van Sintmaartensdijk | 38°                       |
| Arkéa-B&B Hotels       | Arkéa-B&B Hotels       | Arkéa-B&B Hotels       | Cofidis            | Cofidis                  | Cofidis            | Ineos Grenadiers          | Ineos Grenadiers          | Ineos Grenadiers          |
| N°                     | Ciclista               | Clas.                  | N°                 | Ciclista                 | Clas.              | N°                        | Ciclista                  | Clas.                     |
| 31                     | Jenthe Biermans        | R                      | 41                 | Oliver Knight            | R                  | 51                        | Elia Viviani              | 25°                       |
| 32                     | Florian Dauphin        | 29°                    | 42                 | Stanisław Aniołkowski    | 73°                | 52                        | Kim Heiduk                | R                         |
| 33                     | David Dekker           | 31°                    | 43                 | Milan Fretin             | 84°                | 53                        | Ethan Hayter              | 80°                       |
| 34                     | Giosuè Epis            | 21°                    | 44                 | Nolann Mahoudo           | 98°                | 54                        | Leo Hayter                | 101°                      |
| 35                     | Daniel McLay           | R                      | 45                 | Christophe Noppe         | 47°                | 55                        | Cameron Wurf              | 115°                      |
| 36                     | Michel Ries            | R                      | 46                 | Piet Allegaert           | 12°                | 56                        | Ben Swift                 | 40°                       |
| 37                     | Alan Riou              | 103°                   | 47                 | Aimé De Gendt            | 17°                | 57                        | Andrew August             | 69°                       |
| Groupama-FDJ           | Groupama-FDJ           | Groupama-FDJ           | Lidl-Trek          | Lidl-Trek                | Lidl-Trek          | Team DSM-Firmenich PostNL | Team DSM-Firmenich PostNL | Team DSM-Firmenich PostNL |
| N°                     | Ciclista               | Clas.                  | N°                 | Ciclista                 | Clas.              | N°                        | Ciclista                  | Clas.                     |
| 61                     | Stefan Küng            | 16°                    | 72                 | Daan Hoole               | R                  | 81                        | Fabio Jakobsen            | 2°                        |
| 62                     | Marc Sarreau           | 94°                    | 73                 | Matteo Milan             | 75°                | 82                        | Frank Aron Ragilo         | 106°                      |
| 63                     | Eddy Le Huitouze       | 60°                    | 74                 | Simone Consonni          | 5°                 | 83                        | Patrick Eddy              | 83°                       |
| 64                     | Lewis Askey            | 13°                    | 75                 | Mathias Vacek            | 23°                | 84                        | Nils Eekhoff              | 81°                       |
| 65                     | Enzo Paleni            | 24°                    | 76                 | Otto Vergaerde           | 87°                | 85                        | Johan Dorussen            | 56°                       |
| 66                     | Matthew Walls          | 102°                   | 77                 | Tim Torn Teutenberg      | 39°                | 86                        | Pavel Bittner             | 10°                       |
| 67                     | Titouan Fontaine       | 113°                   |                    |                          |                    | 87                        | Bram Welten               | 82°                       |
| UAE Team Emirates      | UAE Team Emirates      | UAE Team Emirates      | Lotto Dstny        | Lotto Dstny              | Lotto Dstny        | Bingoal WB                | Bingoal WB                | Bingoal WB                |
| N°                     | Ciclista               | Clas.                  | N°                 | Ciclista                 | Clas.              | N°                        | Ciclista                  | Clas.                     |
| 91                     | Tim Wellens            | 30°                    | 101                | Milan Menten             | 8°                 | 111                       | Dimitri Peyskens          | 109°                      |
| 92                     | Mikkel Bjerg           | R                      | 102                | Sébastien Grignard       | 52°                | 112                       | Jens Reynders             | R                         |
| 93                     | Filippo Baroncini      | 11°                    | 103                | Lorenz van de Wynkele    | 18°                | 113                       | Aaron Van der Beken       | 63°                       |
| 94                     | Álvaro Hodeg           | 92°                    | 104                | Joshua Giddings          | 43°                | 114                       | Joes Oosterlinck          | 37°                       |
| 95                     | Jonathan Guatibonza    | 93°                    | 105                | Alec Segaert             | 20°                | 115                       | Nathan Vandepitte         | 51°                       |
| 96                     | Gibbe Staes            | 54°                    | 106                | Liam Slock               | 62°                | 116                       | Jelle Vermoote            | 91°                       |
| 97                     | Michael Vink           | 72°                    | 107                | Thomas De Gendt          | R                  | 117                       | Alexander Salby           | R                         |
| Team Flanders-Baloise  | Team Flanders-Baloise  | Team Flanders-Baloise  | Euskaltel-Euskadi  | Euskaltel-Euskadi        | Euskaltel-Euskadi  | Israel-Premier Tech       | Israel-Premier Tech       | Israel-Premier Tech       |
| N°                     | Ciclista               | Clas.                  | N°                 | Ciclista                 | Clas.              | N°                        | Ciclista                  | Clas.                     |
| 121                    | Elias Maris            | 46°                    | 131                | Jon Aberasturi           | 32°                | 141                       | Pascal Ackermann          | 4°                        |
| 122                    | Alex Colman            | NP                     | 132                | Xabier Berasategi        | 90°                | 142                       | Hugo Hofstetter           | 9°                        |
| 123                    | Jasper Dejaegher       | R                      | 133                | James Fouché             | 36°                | 143                       | Michael Schwarzmann       | 89°                       |
| 124                    | Dylan Vandenstorme     | 64°                    | 134                | Xabier Isasa             | 57°                | 144                       | Oded Kogut                | R                         |
| 125                    | Ward Vanhoof           | 35°                    | 135                | Andoni López de Abetxuko | 77°                | 145                       | Tom Van Asbroeck          | 6°                        |
| 126                    | Yentl Vandevelde       | 119°                   | 136                | Gotzon Martín            | R                  | 146                       | Kiaan Watts               | 55°                       |
| 127                    | Victor Vercouillie     | 117°                   | 137                | Unai Zubeldia            | R                  | 147                       | Rick Zabel                | 19°                       |
| Q36.5 Pro Cycling Team | Q36.5 Pro Cycling Team | Q36.5 Pro Cycling Team | Uno-X Mobility     | Uno-X Mobility           | Uno-X Mobility     | Tudor Pro Cycling Team    | Tudor Pro Cycling Team    | Tudor Pro Cycling Team    |
| N°                     | Ciclista               | Clas.                  | N°                 | Ciclista                 | Clas.              | N°                        | Ciclista                  | Clas.                     |
| 151                    | Matteo Moschetti       | 104°                   | 161                | Louis Bendixen           | 96°                | 171                       | Arvid de Kleijn           | NP                        |
| 152                    | Fabio Christen         | 14°                    | 162                | Rasmus Tiller            | 71°                | 172                       | Nils Brun                 | 95°                       |
| 153                    | Cyrus Monk             | 50°                    | 163                | Erlend Blikra            | 111°               | 173                       | Sebastian Kolze Changizi  | 34°                       |
| 154                    | Szymon Sajnok          | 58°                    | 164                | Tord Gudmestad           | R                  | 174                       | Tom Bohli                 | R                         |
| 155                    | Kamil Małecki          | 53°                    | 165                | Niklas Larsen            | 116°               | 175                       | Jacob Eriksson            | 97°                       |
| 156                    | Rory Townsend          | 41°                    | 166                | William Blume Levy       | 44°                | 176                       | Aivaras Mikutis           | 107°                      |
| 157                    | Travis Stedman         | 66°                    | 167                | Rasmus Bøgh Wallin       | 67°                | 177                       | Maikel Zijlaard           | 7°                        |
| TDT-Unibet             | TDT-Unibet             | TDT-Unibet             | Tarteletto-Isorex  | Tarteletto-Isorex        | Tarteletto-Isorex  |                           |                           |                           |
| N°                     | Ciclista               | Clas.                  | N°                 | Ciclista                 | Clas.              |                           |                           |                           |
| 181                    | Andreas Stokbro        | 65°                    | 191                | Timothy Dupont           | 33°                |                           |                           |                           |
| 182                    | Abram Stockman         | 68°                    | 192                | Maxime De Poorter        | 108°               |                           |                           |                           |
| 183                    | Owen Geleijn           | 70°                    | 193                | Torsten Demeyere         | R                  |                           |                           |                           |
| 184                    | Jelle Johannink        | 15°                    | 194                | Robbe Claeys             | 110°               |                           |                           |                           |
| 185                    | Tomáš Kopecký          | 74°                    | 195                | Thomas Joseph            | 22°                |                           |                           |                           |
| 186                    | Nicklas Amdi Pedersen  | 45°                    | 196                | Alex Vandenbulcke        | 120°               |                           |                           |                           |
| 187                    | Axel Huens             | 59°                    | 197                | Mauro Verwilt            | 112°               |                           |                           |                           |